# Black Creek (Karolina Północna)
Black Creek – miasto w Stanach Zjednoczonych, w stanie Karolina Północna, w hrabstwie Wilson.